# Proceso de relajación
La relajación de tensiones es un fenómeno físico observable en ciertos polímeros y otros materiales viscoelásticos por el cual sometidos a una deformación constante se observa una disminución de las tensiones, de esta propiedad se deriva el nombre de plásticos.
Cuando polímeros (como el PE o el ABS) se someten a un esfuerzo se reconocen dos regiones ante las cuales el material responde de diferente manera:
1. Deformación elástica, durante esta deformación el material regresa a su forma original tras haber sido elongado o comprimido, generalmente son pocas unidades porcentuales y en esta región se mide el módulo elástico.
2. Deformación plástica, después de deformar el material en esta región, al eliminar el esfuerzo, el polímero no regresa a su posición original, ha sido sometido a un proceso inelástico de deformación.

Sin embargo, si un polímero es deformado por medio de un esfuerzo durante un tiempo suficientemente largo, los segmentos de las cadenas del polímero se reacomodan y toman la posición energéticamente más favorable, esto es, la de menor energía y los esfuerzos internos del material son liberados tras una deformación plástica, a esto se le llama "Proceso de relajación".
Los procesos de relajación en polímeros incluyen:
- Blood
- Creep (deformción por fluencia lenta)
- Relajación dieléctrica

- Datos: Q2894330